# Neal Skupski
Neal Skupski (Liverpool, 1º dicembre 1989) è un tennista britannico, ex numero 1 del ranking ATP di doppio.

## Biografia
Specialista del doppio, ha vinto 17 titoli nel circuito maggiore nel doppio maschile e nelle prove del Grande Slam ha vinto a Wimbledon 2023 con Wesley Koolhof e il doppio misto a Wimbledon 2021 e 2022 in coppia con Desirae Krawczyk.
È stato inoltre finalista nel maschile agli US Open 2022 con Koolhof e al Roland Garros 2025 con Joe Salisbury, e in doppio misto agli Australian Open e al Roland Garros nel 2024 con Krawczyk.
Ha raggiunto per la prima volta la 1ª posizione del ranking ATP nel novembre 2022. Nel 2019 ha fatto il suo esordio nella squadra britannica di Coppa Davis, con la quale ha raggiunto la semifinale nell'edizione di quello stesso anno.
Anche il fratello Ken ha intrapreso la carriera di tennista professionista specializzandosi nel doppio.

## Statistiche

### Doppio

#### Vittorie (17)
| Legenda              |
| Grande Slam (1)      |
| ATP Tour Finals (0)  |
| ATP Masters 1000 (3) |
| ATP Tour 500 (3)     |
| ATP Tour 250 (10)    |

| N.  | Data             | Torneo                               | Superficie  | Compagno       | Avversari in finale                       | Punteggio           |
| 1.  | 10 febbraio 2018 | Open Sud de France, Montpellier      | Cemento (i) | Ken Skupski    | Ben McLachlan Hugo Nys                    | 7–6(2), 6–4         |
| 2.  | 24 ottobre 2018  | Vienna Open, Vienna                  | Cemento (i) | Joe Salisbury  | Mike Bryan Édouard Roger-Vasselin         | 7–6(5), 6–3         |
| 3.  | 28 aprile 2019   | Hungarian Open, Budapest             | Terra rossa | Ken Skupski    | Marcus Daniell Wesley Koolhof             | 6–3, 6–4            |
| 4.  | 13 novembre 2020 | Sofia Open, Sofia                    | Cemento (i) | Jamie Murray   | Jürgen Melzer Édouard Roger-Vasselin      | Walkover            |
| 5.  | 20 marzo 2021    | Abierto Mexicano de Tenis, Acapulco  | Cemento     | Ken Skupski    | Marcel Granollers Horacio Zeballos        | 7–6(3), 6–4         |
| 6.  | 4 ottobre 2021   | San Diego Open, San Diego            | Cemento     | Joe Salisbury  | John Peers Filip Polášek                  | 7–6(2), 3–6, [10–5] |
| 7.  | 9 gennaio 2022   | Melbourne Summer Set, Melbourne      | Cemento     | Wesley Koolhof | Oleksandr Nedovjesov Aisam-ul-Haq Qureshi | 6–4, 6–4            |
| 8.  | 15 gennaio 2022  | Adelaide International II, Adelaide  | Cemento     | Wesley Koolhof | Ariel Behar Gonzalo Escobar               | 7–6(5), 6–4         |
| 9.  | 18 febbraio 2022 | Qatar Open, Doha                     | Cemento     | Wesley Koolhof | Rohan Bopanna Denis Shapovalov            | 7–6(4), 6–1         |
| 10. | 8 maggio 2022    | Madrid Open, Madrid                  | Terra rossa | Wesley Koolhof | Juan Sebastián Cabal Robert Farah         | 6(4)–7, 6–4, [10–5] |
| 11. | 12 giugno 2022   | Rosmalen Open, 's-Hertogenbosch      | Erba        | Wesley Koolhof | Matthew Ebden Max Purcell                 | 4–6, 7–5, [10–6]    |
| 12. | 14 agosto 2022   | Canadian Open, Toronto               | Cemento     | Wesley Koolhof | Daniel Evans John Peers                   | 6–2, 4–6, [10–6]    |
| 13. | 7 novembre 2022  | Paris Masters, Parigi                | Cemento (i) | Wesley Koolhof | Ivan Dodig Austin Krajicek                | 7–6(5), 6–4         |
| 14. | 17 giugno 2023   | Rosmalen Open, 's-Hertogenbosch (2)  | Erba        | Wesley Koolhof | Oleksandr Nedovjesov Gonzalo Escobar      | 7–6(1), 6–2         |
| 15. | 16 luglio 2023   | Torneo di Wimbledon, Londra          | Erba        | Wesley Koolhof | Marcel Granollers Horacio Zeballos        | 6–4, 6–4            |
| 16. | 23 giugno 2024   | Queen's Club Championships, Londra   | Erba        | Michael Venus  | Taylor Fritz Karen Chačanov               | 4–6, 7–6(5), [10–8] |
| 17. | 28 giugno 2024   | Eastbourne International, Eastbourne | Erba        | Michael Venus  | Matthew Ebden John Peers                  | 4–6, 7–6(2), [11–9] |

#### Finali perse (25)
| Legenda              |
| Grande Slam (2)      |
| ATP Finals (0)       |
| ATP Masters 1000 (6) |
| ATP Tour 500 (9)     |
| ATP Tour 250 (8)     |

| N.  | Data              | Torneo                                       | Superficie  | Compagno          | Avversari in finale                    | Punteggio              |
| 1.  | 19 ottobre 2013   | Kremlin Cup, Mosca                           | Cemento     | Ken Skupski       | Michail Elgin Denis Istomin            | 2–6, 6–1, [12–14]      |
| 2.  | 29 giugno 2018    | Eastbourne International, Eastbourne         | Erba        | Ken Skupski       | Luke Bambridge Jonny O'Mara            | 5–7, 4–6               |
| 3.  | 23 settembre 2018 | Open de Moselle, Metz                        | Cemento (i) | Ken Skupski       | Nicolas Mahut Édouard Roger-Vasselin   | 1–6, 5–7               |
| 4.  | 24 febbraio 2019  | Delray Beach Open, Delray Beach              | Cemento     | Ken Skupski       | Bob Bryan Mike Bryan                   | 6(5)–7, 4–6            |
| 5.  | 14 aprile 2019    | U.S. Men's Clay Court Championships, Houston | Terra rossa | Ken Skupski       | Santiago González Aisam-ul-Haq Qureshi | 6–3, 4–6, [6–10]       |
| 6.  | 25 maggio 2019    | Open Parc Auvergne-Rhône-Alpes Lyon, Lione   | Terra rossa | Ken Skupski       | Ivan Dodig Édouard Roger-Vasselin      | 4–6, 3–6               |
| 7.  | 29 agosto 2020    | Cincinnati Open, New York                    | Cemento     | Jamie Murray      | Alex de Minaur Pablo Carreño Busta     | 2–6, 5–7               |
| 8.  | 1º novembre 2020  | Vienna Open, Vienna                          | Cemento (i) | Jamie Murray      | Łukasz Kubot Marcelo Melo              | 6(5)–7, 5–7            |
| 9.  | 3 aprile 2021     | Miami Open, Miami                            | Cemento     | Daniel Evans      | Nikola Mektić Mate Pavić               | 4–6, 4–6               |
| 10. | 18 aprile 2021    | Monte Carlo Masters, Monte Carlo             | Terra rossa | Daniel Evans      | Nikola Mektić Mate Pavić               | 3–6, 6–4, [7–10]       |
| 11. | 8 agosto 2021     | Washington Open, Washington                  | Cemento     | Michael Venus     | Raven Klaasen Ben McLachlan            | 6(4)–7, 4–6            |
| 12. | 3 aprile 2022     | Miami Open, Miami (2)                        | Cemento     | Wesley Koolhof    | Hubert Hurkacz John Isner              | 6(5)–7, 4–6            |
| 13. | 24 aprile 2022    | Barcelona Open, Barcellona                   | Terra rossa | Wesley Koolhof    | Andreas Mies Kevin Krawietz            | 6(3)–7, 7–6(5), [6–10] |
| 14. | 9 settembre 2022  | US Open, New York                            | Cemento     | Wesley Koolhof    | Rajeev Ram Joe Salisbury               | 6(4)–7, 5–7            |
| 15. | 18 marzo 2023     | Indian Wells Masters, Indian Wells           | Cemento     | Wesley Koolhof    | Rohan Bopanna Matthew Ebden            | 3–6, 6–2, [8–10]       |
| 16. | 23 aprile 2023    | Barcelona Open, Barcellona (2)               | Terra rossa | Wesley Koolhof    | Máximo González Andrés Molteni         | 3–6, 7–6(8), [4–10]    |
| 17. | 26 agosto 2023    | Winston-Salem Open, Winston-Salem            | Cemento     | Lloyd Glasspool   | Nathaniel Lammons Jackson Withrow      | 3–6, 4–6               |
| 18. | 4 ottobre 2023    | China Open, Pechino                          | Cemento     | Wesley Koolhof    | Ivan Dodig Austin Krajicek             | 7–6(12), 3–6, [5–10]   |
| 19. | 17 febbraio 2024  | Delray Beach Open, Delray Beach (2)          | Cemento     | Santiago González | Julian Cash Robert Galloway            | 7–5, 5–7, [2–10]       |
| 20. | 2 marzo 2024      | Abierto Mexicano de Tenis, Città del Messico | Cemento     | Santiago González | Hugo Nys Jan Zieliński                 | 3–6, 2–6               |
| 21. | 27 ottobre 2024   | Vienna Open, Vienna (2)                      | Cemento (i) | Michael Venus     | Alexander Erler Lucas Miedler          | 6–4, 3–6, [1–10]       |
| 22. | 22 febbraio 2025  | Qatar Open, Doha                             | Cemento     | Joe Salisbury     | Julian Cash Lloyd Glasspool            | 3–6, 2–6               |
| 23. | 20 aprile 2025    | Barcelona Open, Barcellona (3)               | Terra rossa | Joe Salisbury     | Sander Arends Luke Johnson             | 3–6, 7–6(1), [6–10]    |
| 24. | 7 giugno 2025     | Open di Francia, Parigi                      | Terra rossa | Joe Salisbury     | Marcel Granollers Horacio Zeballos     | 0–6, 7–6(5), 5–7       |
| 25. | 8 agosto 2025     | Canadian Open, Toronto                       | Cemento     | Joe Salisbury     | Julian Cash Lloyd Glasspool            | 3–6, 7–6(7), [11–13]   |

### Doppio misto

#### Vittorie (2)
| Tornei del Grande Slam  |
| ----------------------- |
| Australian Open (0)     |
| Open di Francia (0)     |
| Torneo di Wimbledon (2) |
| US Open (0)             |

| N. | Data           | Torneo                          | Superficie | Compagna         | Avversari in finale           | Punteggio   |
| 1. | 11 luglio 2021 | Torneo di Wimbledon, Londra     | Erba       | Desirae Krawczyk | Joe Salisbury Harriet Dart    | 6–2, 7–6(1) |
| 2. | 7 luglio 2022  | Torneo di Wimbledon, Londra (2) | Erba       | Desirae Krawczyk | Samantha Stosur Matthew Ebden | 6–4, 6–3    |

#### Finali perse (2)
| Legenda                 |
| ----------------------- |
| Australian Open (1)     |
| Open di Francia (1)     |
| Torneo di Wimbledon (0) |
| US Open (0)             |
| Argenti Olimpici (0)    |

| N. | Anno            | Torneo                     | Superficie  | Compagno         | Avversari in finale                    | Punteggio           |
| 1. | 26 gennaio 2024 | Australian Open, Melbourne | Cemento     | Desirae Krawczyk | Hsieh Su-wei Jan Zieliński             | 7-6(5), 4-6, [9-11] |
| 2. | 6 giugno 2024   | Open di Francia, Parigi    | Terra rossa | Desirae Krawczyk | Laura Siegemund Édouard Roger-Vasselin | 4-6, 5-7            |

## Risultati in progressione
| Sigla | Risultato               |
| ----- | ----------------------- |
| V     | Vincitore               |
| F     | Finalista               |
| SF    | Semifinalista           |
| O     | Oro olimpico            |
| A     | Argento olimpico        |
| SF    | Bronzo olimpico         |
| QF    | Quarti di Finale        |
| 4T    | Quarto turno            |
| 3T    | Terzo turno             |
| 2T    | Secondo turno           |
| 1T    | Primo turno             |
| RR    | Round Robin             |
| LQ    | Turno di qualificazione |
| A     | Assente                 |
| ND    | Non disputato           |

| Legenda superfici    |
| -------------------- |
| Cemento              |
| Terra battuta        |
| Erba                 |
| Superficie variabile |

### Doppio
| Tornei Grande Slam |               |               |               |     |               |               |               |               |     |               |               |     |     |       |
| Australian Open    | A             | A             | A             | A   | 1T            | 1T            | 2T            | 2T            | 2T  | QF            | QF            | 3T  | 2T  | 12–9  |
| Roland Garros      | A             | 1T            | A             | A   | A             | 2T            | 2T            | QF            | 1T  | QF            | QF            | 3T  | F   | 16–9  |
| Wimbledon          | Q1            | 1T            | 1T            | 2T  | QF            | 3T            | 1T            | ND            | 2T  | 3T            | V             | SF  |     | 19–9  |
| US Open            | A             | A             | A             | A   | 1T            | 1T            | SF            | QF            | 2T  | F             | 3T            | QF  |     | 17–7  |
| Vittorie–Sconfitte | 0–0           | 0–2           | 0–1           | 1–1 | 3–3           | 3–4           | 6–4           | 6–3           | 3–3 | 13–4          | 14–3          | 9–4 | 6–2 | 64–34 |
| Olimpiadi          |               |               |               |     |               |               |               |               |     |               |               |     |     |       |
| Giochi Olimpici    | Non disputati | Non disputati | Non disputati | A   | Non disputati | Non disputati | Non disputati | Non disputati | 2T  | Non disputati | Non disputati | 1T  | ND  | 1–2   |
| Vittorie-Sconfitte | Non disputati | Non disputati | Non disputati | 0–0 | Non disputati | Non disputati | Non disputati | Non disputati | 1–1 | Non disputati | Non disputati | 0–1 | ND  | 1–2   |

### Doppio misto
| Tornei Grande Slam |               |               |               |     |               |               |               |               |       |
| Australian Open    | A             | A             | A             | A   | A             | A             | SF            | 2T            | 4–2   |
| Roland Garros      | A             | A             | A             | A   | A             | A             | 2T            | ND            | 1–1   |
| Wimbledon          | A             | QF            | 1T            | 3T  | 2T            | 2T            | 2T            | ND            | 7–6   |
| US Open            | A             | A             | A             | A   | A             | A             | 1T            | ND            | 0–1   |
| Vittorie–Sconfitte | 0–0           | 3–1           | 0–1           | 2–1 | 1–1           | 1–1           | 4–4           | 1–1           | 12–10 |
| Olimpiadi          |               |               |               |     |               |               |               |               |       |
| Giochi Olimpici    | Non disputati | Non disputati | Non disputati | A   | Non disputati | Non disputati | Non disputati | Non disputati | 0–0   |
| Vittorie–Sconfitte | Non disputati | Non disputati | Non disputati | 0–0 | Non disputati | Non disputati | Non disputati | Non disputati | 0–0   |